# Radziejowice-Parcel
Radziejowice-Parcel (prononciation : [rad͡ʑɛjɔˈvit͡sɛ ˈpart͡sɛl]) est un village polonais de la gmina de Radziejowice dans le powiat de Żyrardów de la voïvodie de Mazovie dans le centre-est de la Pologne.

## Histoire
De 1975 à 1998, le village appartenait administrativement à la voïvodie de Skierniewice.